# Tropfsteinhöhle bei Pyrgos Dirou
Die Tropfsteinhöhle bei Pyrgos Dirou ist eine von drei Höhlen, die bei der Ortschaft Pyrgos Dirou (griechisch Πύργος Διρού), Gemeinde Itylo direkt am Meer an der Bucht von Diros gelegen sind. Die auch Glyfada (griechisch Γλυφάδα) oder Vlychada (griechisch Βλυχάδα) genannte Tropfsteinhöhle ist touristisch erschlossen und eine der Hauptattraktionen der Mani-Halbinsel.
Besucher können die Höhle auf einer etwa 2800 m langen Bootsfahrt von etwa 25 Minuten Dauer und einem anschließenden etwa 300 m langen Steig besichtigen. Die Boote werden dabei von den Führern durch das Felslabyrinth mit engen Durchfahrten und großen Hallen gestakt.

## Klassifikation
- Riesenhöhle (Ganglänge ≥5000 m)
- Sekundärhöhle (Entstehung zeitlich nach dem umgebenden Gestein)
- Karsthöhle (umgebender Kalkstein)
- Horizontalhöhle (räumliche Anlage)
- Tropfsteinhöhle, Aktive Wasserhöhle (Höhleninhalt)
- Höhlensystem (zusammenhängendes, verzweigtes Netz von Hohlräumen)

## Befahrungsgeschichte

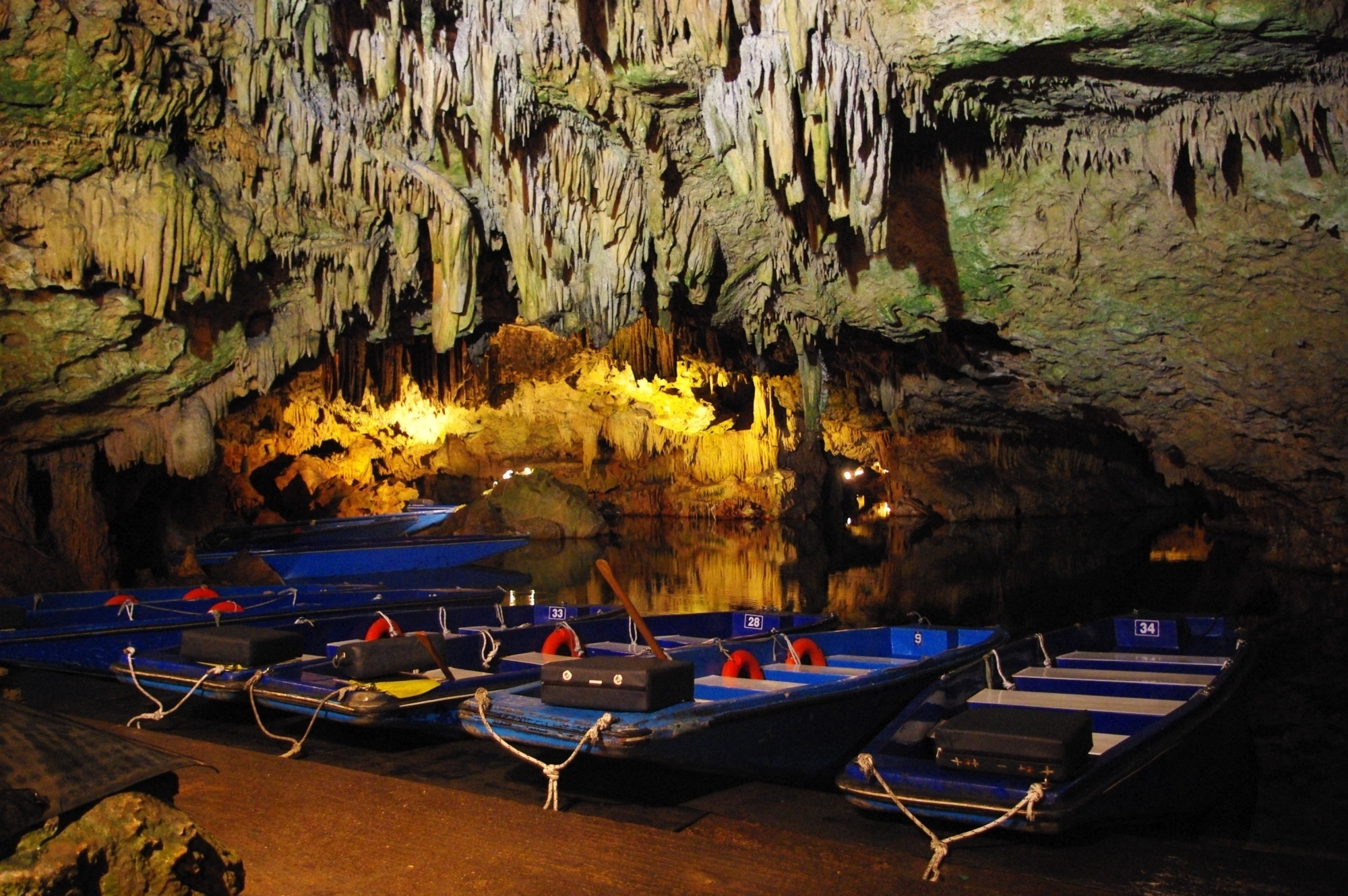
Einstiegsstelle zur Bootsfahrt

Die Glyfada-Höhle wurde 1923 von Bewohnern der Region entdeckt. Die erste systematische Beschreibung erfolgte 1949 durch die Begründer der griechischen Speläologie, das Ehepaar Ioannis Petrocheilos und Anna Petrocheilou. Bis zum Tod von Ioannis Petrocheilos 1960 waren 1600 m erkundet, davon 1300 m Wassergänge. Die Erforschung wurde durch die griechische speläologische Gesellschaft fortgeführt und seit 1961 ist ein Teil als Schauhöhle geöffnet. Bis 1966 konnten weitere 1500 m Wassergänge erkundet werden; eine Tauchexpedition am ersten Siphon blieb erfolglos. 1970/71 wurden von griechischen und amerikanischen Höhlentauchern 300 m Unterwasserpassagen erforscht. Weitere Vorstöße:
- 1989: 05.300 m (Status einer Riesenhöhle erreicht)
- 1992: 06.200 m
- 2000: 10.606 m
- 2005: 15.400 m (längstes Höhlensystem Griechenlands)

Der Schweizer Höhlentaucher Jean-Jacques Bolanz erreichte eine Tiefe von 78 m und fand dabei noch bis in einer Tiefe von 71 m Stalaktiten vor. Die Glyfada ist die fünfttiefste Unterwasserhöhle Griechenlands (Stand 2007).

## Weitere Höhlen

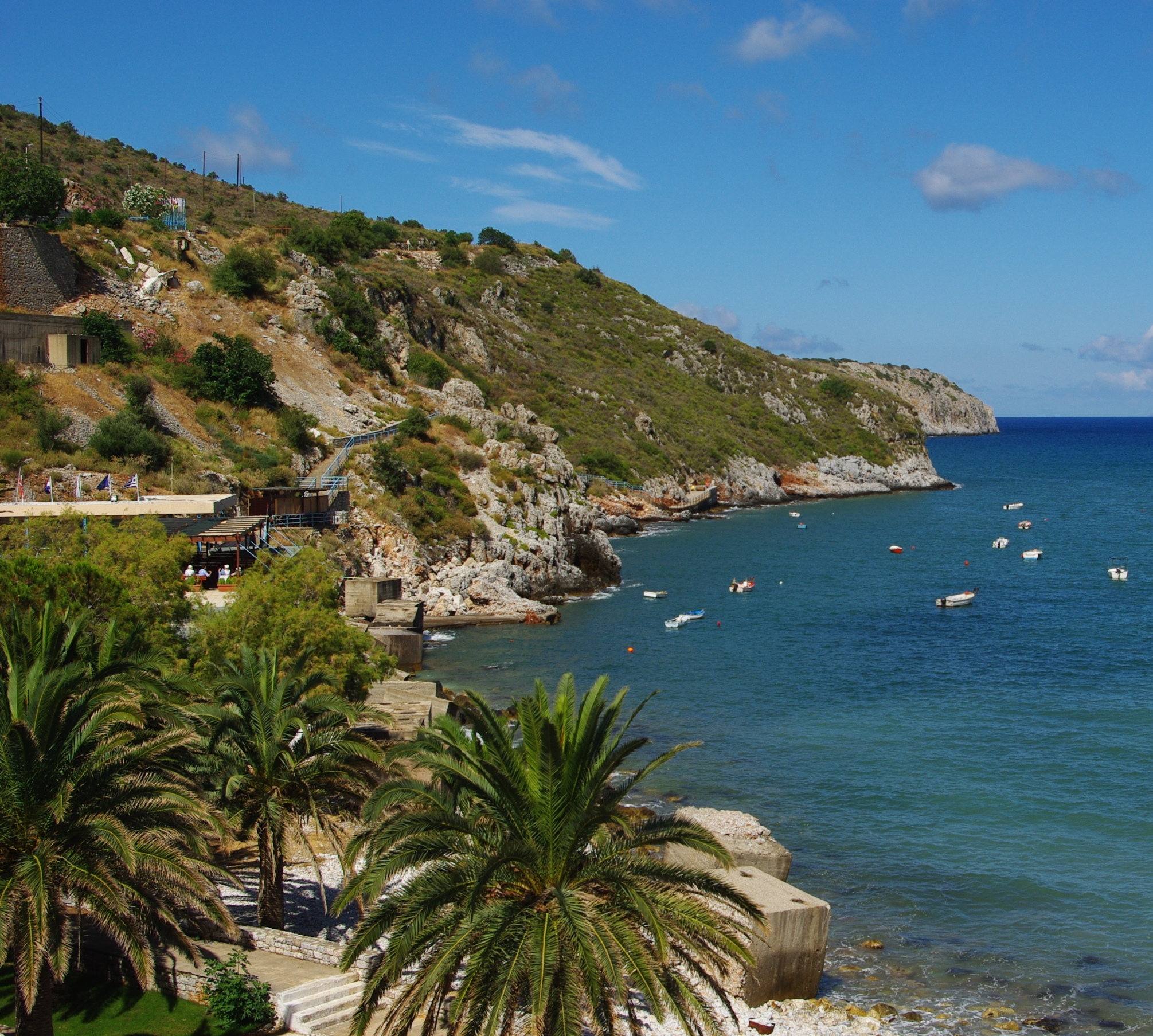
Außenbereich der Glyfada

220 m östlich (36° 38′ 20″ N, 22° 22′ 56″ O) der Glyfada-Höhle an der letzten Kehre der Zufahrtsstraße befindet sich die erst 1958 entdeckte Alepotrypa-Höhle (griechisch Αλεπότρυπα ‚Fuchsloch‘; ASM 0923). Der Eingang war durch einen Felssturz blockiert, der auch die Besiedlung (5.300 bis 3.200 v. Chr.) während des Früh- und Spätneolithikums beendete. Die Besiedlung ist durch Felsritzungen und zahlreiche Funde belegt. Die Geschichte des Siedlungsplatzes im Zusammenhang mit dem Handel mit Obsidian aus Milos werden im angeschlossenen Neolithikum Museum Dirou präsentiert.
800 m westlich (36° 38′ 18″ N, 22° 22′ 26″ O) der Glyfada-Höhle befindet sich die im Neolithikum ebenfalls besiedelte Katafygi-Höhle (ASM 0287). Die Höhle wurde bis in die Neuzeit als Schutzort verwendet (griechisch καταφυγή, Rückzugsgebiet, Zufluchtsort).

## Literatur

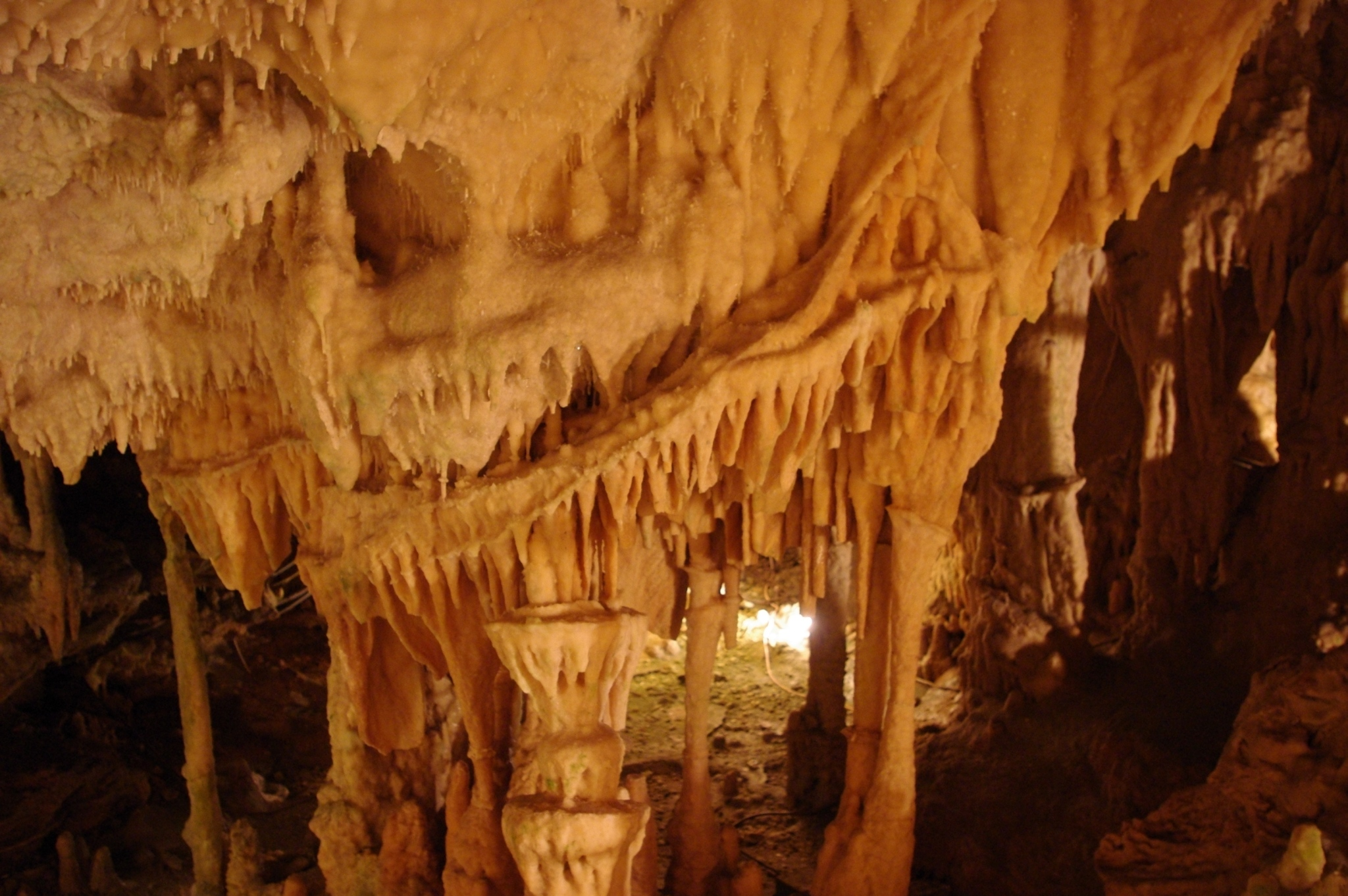
Nahaufnahme einer Tropfsteinformation